# Ulrich von Kirchbach

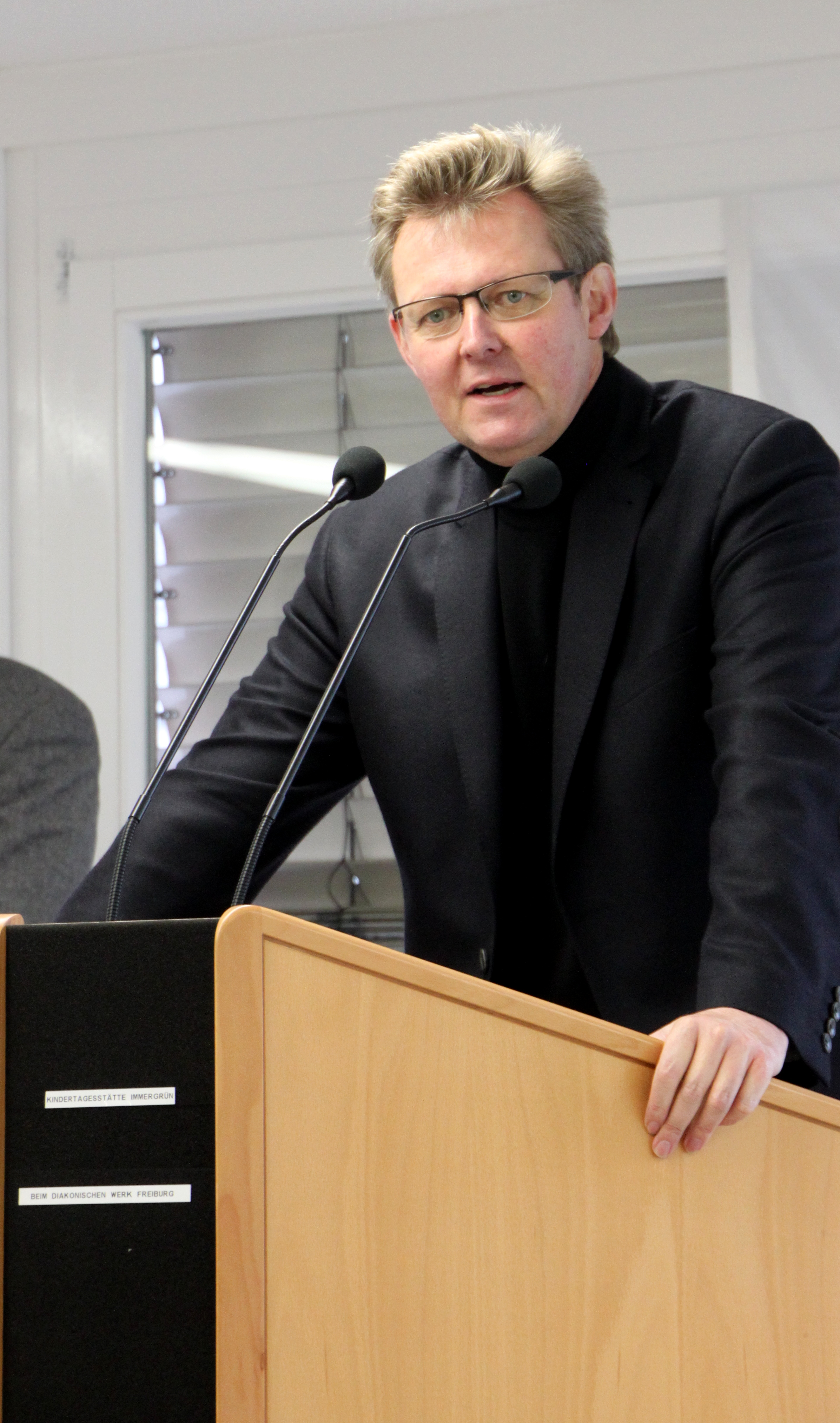
Bürgermeister Ulrich von Kirchbach (2009)

Ulrich von Kirchbach (* 28. März 1956 in Deggingen) ist ein deutscher Jurist und seit 2002 Bürgermeister für Kultur, Jugend und Soziales und Integration Freiburgs im Breisgau.

## Leben
Der Sohn des Bauingenieurs Konrad von Kirchbach absolvierte 1975 sein Abitur in Esslingen am Neckar, danach studierte er Jura in Tübingen und trat nach Juristischem Vorbereitungsdienst und Zweitem Staatsexamen in den höheren Verwaltungsdienst ein. Von 1999 bis 2002 gehörte er dem Gemeinderat Freiburgs an. Nach Tätigkeiten beim Regierungspräsidium Freiburg und Landratsamt Rastatt wurde er 2002 durch den Gemeinderat der Stadt Freiburg zum Bürgermeister (Beigeordneten) gewählt und im Februar 2010 im Amt bestätigt. 2010 kandidierte er für das Amt des Oberbürgermeisters von Freiburg. Er erreichte im ersten Wahlgang 29,2 Prozent und unterlag damit Amtsinhaber Dieter Salomon.
Ende Januar 2018 wurde er mit Wirkung vom 1. April 2018 als Nachfolger von Otto Neideck zum Ersten Bürgermeister und zum Stellvertreter des Oberbürgermeisters gewählt.
Er gehört seit 1973 der SPD an, ist in zweiter Ehe verheiratet und hat zwei Kinder.